# ロックマンエグゼ (アニメ)
『ロックマンエグゼ』は、カプコンのゲームソフト『ロックマンエグゼシリーズ』を原作とするテレビ東京系列のテレビアニメ作品。

## 放送データ
第1シリーズ『ロックマンエグゼ』は毎週月曜日18時30分から19時00分に放送された。
その後半年の休止を挟んだ後、毎週土曜日8時30分から9時00分の時間帯で第2シリーズ『ロックマンエグゼAXESS』（ロックマンエグゼ アクセス）、第3シリーズ『ロックマンエグゼStream』（ロックマンエグゼ ストリーム）、第4シリーズ『ロックマンエグゼBEAST』（ロックマンエグゼ ビースト）が放送。また、第3シリーズ放送期間中に劇場版『ロックマンエグゼ 光と闇の遺産』（ロックマンエグゼ ひかりとやみのプログラム）が公開された。
第5シリーズ『ロックマンエグゼBEAST+』（ロックマンエグゼ ビーストプラス）はそれまでの30分放送とは異なり、同時間帯に放送される『おはコロシアム』内の短編アニメ（10分番組）として放送された。
第2シリーズ以降の詳細については、該当項目を参照。
各シリーズの放送期間
- ロックマンエグゼ：2002年3月4日 - 2003年3月31日（全56話）
- ロックマンエグゼAXESS：2003年10月4日 - 2004年9月25日（全51話）
- ロックマンエグゼStream：2004年10月2日 - 2005年9月24日（全51話）
- ロックマンエグゼBEAST：2005年10月1日 - 2006年4月1日（全25話）
- ロックマンエグゼBEAST+：2006年4月8日 - 9月30日（全26話）

## ストーリー
高度に電子化された近未来の世界。全ての人々がPET（PErsonal Terminal）と呼ばれる携帯情報端末を持ち、そこに組み込まれた擬似人格型プログラム「ネットナビ」のサポートによって日常生活を送っていた。しかし、ネットワークの高度化によってネット犯罪も増加し、ネット犯罪集団のばらまいたウイルスによる被害が身近なものとなっていた。
主人公の光熱斗は、父より贈られたネットナビ「ロックマン」と共に、ウイルス退治（ウイルスバスティング）を行い、ネット犯罪集団に立ち向かっていく。
物語の前半（1 - 25話）は、ゲーム第1作目『バトルネットワーク ロックマンエグゼ』に登場する組織、WWW（ワールドスリー）の対決を、後半（26話 - 56話）は第2作『バトルネットワーク ロックマンエグゼ2』に登場する組織、ゴスペルとの対決を描く。このシリーズのみストーリーの前半と後半がそれぞれ「ファーストエリア」「セカンドエリア」と呼び分けられている。
使用されるPETは『バトルネットワーク ロックマンエグゼ3』以降の機種となっており、アニメ第1作『エグゼ』までの時間軸（バレル大佐のいる時代も含まれる）では原則『3』以前のケーブルを端末につないでプラグインする形だったが、『AXESS』以降は『ロックマンエグゼ4』からの赤外線を通じてプラグインする形となった。

## 登場人物
第1作『ロックマンエグゼ』に登場した者のみを挙げる。以降の作品に登場した人物、ナビなどについては、各シリーズのページを参照。
なお、以下では、『ロックマンエグゼ』を『エグゼ』、『ロックマンエグゼAXESS』を『AXESS』、『ロックマンエグゼStream』を『Stream』、『ロックマンエグゼBEAST』を『BEAST』、『ロックマンエグゼBEAST+』を『BEAST+』と表記する。

### メインキャラクター+ナビ
光熱斗（ひかり ねっと）
声 - 比嘉久美子
主人公。秋原小学校5年生（『AXESS』から6年生）。勉強は苦手（得意科目は図工と体育で、計算や算数は嫌い）だが、ウイルスバスティングの才能はピカイチ。
明るい性格で、ロックマンやメイルなどとは強い絆で結ばれている。ゲームとは違い、メイルとやいとは呼び捨てで呼ばず「ちゃん」付けで呼んでいる。カレーや完熟マンゴーが大好物で恋愛には鈍感。『AXESS』にてクロスフュージョンの能力を身につけたことで、ネット社会の平和を守るネットセイバーに任命される。『Stream』ではデューオの紋章を持つ、13人のクロスフュージョンメンバーの一人となる。
ロックマン
声 - 木村亜希子
熱斗のナビ。青いボディカラーが特徴。生真面目な性格で、熱斗と同じで恋には鈍い。幽霊が苦手。主な攻撃方法はロックバスターと転送されるバトルチップ。N-1グランプリ決勝直後のファラオマンの襲撃からブルースを庇ってデリートされたが、光祐一朗や仲間たちの協力でスタイルチェンジの力を得て復活した。かなり特殊なナビで、何らかのきっかけによりスタイルチェンジ、ソウルユニゾン、獣化といった様々な能力が発現する。その力の詳しい部分は解明されていない。
熱斗に対しては基本的に「くん」付けだが、2回連続で呼んでも寝たまま反応しない時はフルネームかつ呼び捨てで怒鳴る。
大山デカオ（おおやま デカオ）
声 - 沼田祐介
熱斗の友達。体は大きいが気は小さい。熱斗をライバル視しているが、オペレートは熱斗に比べてイマイチ。メイルに恋をしているが、惚れっぽい性格でもある。
『AXESS』でMaha二番でのアルバイトを経て、『Stream』以降はMaha一番´（ダッシュ）の厨房を任されている。なお、WWWのメンバーを「師匠」と呼ぶようになる。お尻の右側にスペースシャトル型のアザがあるらしい（『エグゼ』54話にて）。
ガッツマン
声 - 下山吉光
デカオの持ちナビ。力が強いが頭は弱い。ロールが好きだが、デカオと同じく惚れっぽい。口癖は「〜でガッツ」「〜でガス」「ガスガス」。
桜井メイル（さくらい メイル）
声 - 水橋かおり
熱斗の幼馴染。優しい性格で頭もいいが、ごくまれに暴走することも。熱斗のことが好きだが、なかなか素直になれずケンカしてしまうほか（特に『エグゼ』8話）、『エグゼ』44話で熱斗がプリンセス・プライドに抱き締められるところを見て嫉妬することも度々ある。
『Stream』ではデューオの紋章を持つ、13人のクロスフュージョンメンバーの一人となるが、ラッシュがラッシュシンクロチップに変化しないとクロスフュージョンができない。
ロール
声 - 城雅子
メイルのナビ。戦いはあまり得意ではない。N-1グランプリではカラードマンに勝利しているが、ロックマンとのタッグでは悪魔のチップの影響でリタイア。ロックマンに恋をしている。ゲームとは違いロックマンを「ロック」とあだ名では呼ばない。
『Stream』では、メディをライバル視する。
光祐一朗（ひかり ゆういちろう）
声 - 永野広一→川島得愛（『Stream』以降）
熱斗の父親で科学者。ネットナビの産みの親でもあり、科学省で日夜研究を続けている。『エグゼ』では冒険家として様々な国を探検していた。色々なことを知っているので、悪者に狙われたことも多数。劇場版ではリーガルに誘拐された彼を熱斗が救い出すという流れになっている。
光はる香（ひかり はるか）
声 - 城雅子
熱斗の母親。料理がとても上手。息子・熱斗と夫・祐一朗がいない間、光家を守っている。天然っぽい印象を受けるが、大きなトラブルが発生しても冷静に息子や夫を信じてサポートする。
大園まりこ（おおぞの まりこ）
声 - 日髙のり子
熱斗のクラスの美人教師。明るい性格。テニス部顧問、兼温泉部顧問。他にもSF映画ファンの名誉会員（劇場版で判明）など、多彩な趣味を持つ。
次作『AXESS』から登場するゆりこは双子の妹である。
綾小路やいと（あやのこうじ やいと）
声 - 芳野日向子
大手ゲーム会社、ガブゴン社の社長令嬢。熱斗たちより年下だが、飛び級して熱斗と同じクラスに在席。伊集院家とは江戸時代からの腐れ縁。常にオデコが眩しく光り輝いている。
『AXESS』からキングランドに留学していたが、『BEAST』では再び秋原小学校に戻ってくる。
『ロックマンDASH2』に登場したキャラクター「ヤイト」からリファインされたキャラクター。
グライド
声 - 川津泰彦
やいとの持ちナビ。分析力に優れ、身の回りの世話を任されている執事的存在。彼女の行動に振り回されることが多々ある。
日暮闇太郎（ひぐれ やみたろう）
声 - 上田祐司
レアチップに目が無いオタク。レアチップ欲しさに、やいとに勝負を仕掛けて熱斗たちに成敗されるがまりこ先生の説教で改心し、熱斗たちの良き理解者となる。ヒグレヤという店でバトルチップを販売している。語尾に「〜でマス」とつけるのが特徴。まりこに恋している。マサとは後に恋敵となる。
ナンバーマンが暴走したのを食い止めたお礼が「ミニボム」10枚だったが熱斗の機転により、多用された。
N1グランプリでは選手としてのみならず、試合の解説役も務める。
ウラインターネットに通ずるルートを知っており、ビーフ司令によりレアチップ3枚と引き換えにアクセスコードを教える。
ナンバーマン
声 - 上田祐司
日暮闇太郎の計算型ナビ。オペレーターである日暮がレアチップをケチることが多く、サイコロボムしか使われない。バトル中はロクな目に合わない。
氷川透（ひかわ とおる）
声 - 渡辺久美子
熱斗の友達。ゲーム版『ロックマンエグゼ』では普通の少年のグラフィックで「氷川くん」と呼ばれただけだったが、固有の顔つきとなっている。
まどいに父親を人質にされ、熱斗たちに救ってもらったことから親友となる。物事を冷静に判断し、冷めた視点で何かと突っ込むことが多く、皆から置き去りにされ出番が終わってしまうことも。温泉部部長。
アイスマン
声 - 野田順子
透が使うお子ちゃまナビ。「〜です」が口癖。雪や氷を操るのが得意。同じ水属性のアクアマンとバブルマンとは友達同士で、仲がいい。最初は透の父親と共同で使われていたが、現在は透専用のナビになっている模様。
伊集院炎山（いじゅういん えんざん）
声 - 斎賀みつき
熱斗の友人にしてライバル。オペレートの腕はまさに天才的。わずか12歳にして巨大企業IPC（伊集院PETカンパニー）の副社長兼ネットセイバー。最初はクールで二枚目のキャラクターだったが、熱斗と行動を共にするようになって以来、妙に不幸な目にあっている。また（主にラウルとの）捜査上の変装で、奇抜なアフロ姿になることも。『Stream』ではデューオの紋章を持つ、13人のクロスフュージョンメンバーの一人となる。
ブルース
声 - 松風雅也
炎山の持ちナビ。幼いころに父親から貰ったナビで、彼と同じく常にクールな剣士。炎山のナビであることを誇りに思っている。ロックマンと対照的に赤いボディカラーが特徴。またバイザーで目を隠し、その素顔は明らかになっていない。
バトルチップの携帯所持が可能で、オペレーター不在の場合でも自身のバトルチップを使用することができる。作中では「バリアブルソード」などが登場している。
『AXESS』では一時期ダークロイド化したが、紆余曲折の末元に戻る。
名人（めいじん）
声 - 藤原啓治
『エグゼ』36話で初登場。科学省で働いているが、科学省の人間ではないらしい。最初は熱斗たちが危機に陥ったときどこからともなく現れる謎の人物だった。
本来「さん」をつけることは不要だが、熱斗には事あるごとに「名人さん」と呼ばれ、その度に「『さん』はいらない!」と応えるのが定番となっている。
ミニカーなどの食玩を集めている。着ているシャツには「15」〜「18」とシリーズ（厳密には放送された年）ごとに異なる数字が書かれているが、これは初代『ロックマン』のゲームが発売されて何周年目かを示している。また、『BEAST』4話で衣装がリニューアルした。

### ネットエージェント
マサ
声 - 堀川仁
粋でいなせな魚屋さん。曲がったことが大嫌いな江戸っ子気質で、「カルシウム取れよー!」が口ぐせ。まりこに恋しており、日暮闇太郎とは恋敵。コンピュータやネットワーク技術にはからっきしのように振舞うが、実は敏腕のネットエージェントであり、任務の際は変装し「ビーフ司令」として活動する。ビヨンダードにも存在し、ゾアノロイドに抵抗するゲリラとして活動しているが目を負傷している。
ビーフ司令
マサがネットエージェントとして活動するときの姿。申し訳程度の変装であり、周囲には正体がバレていないつもりでいる。
『AXESS』においては序盤からいなくなっていたが再登場する。正体については熱斗、日暮、まりこ先生以外はただ気づかないフリをしているだけだったことが判明。
オペレートの腕はかなり高く、ウラインターネットに通ずる道についても詳しく、熱斗の祖父、光正がファラオマンを制作したことを知る。
熱斗に「エレキソード」のバトルチップを陰から送り、作中でも多用された。
また口調もいつもとは異なるとても凛々しいものとなるが、興奮すると素の江戸っ子口調が出る。まり子先生はビーフ司令に好意を持っているため、やや複雑な関係となっている。
シャークマン
声 - 鈴木琢磨
ビーフ司令（=マサ）の鮫型ナビ。その実力はかなりのもの。ビヨンダードにも存在。
サロマ
声 - 南央美
花屋を営んでいる少女。マサと同じく実はネットエージェント。黒バラ仮面として活動。マサ、みゆきと共に行動。ビヨンダードにも存在し、マサと行動を共にする。
原作ゲームの設定上の年齢は13歳だが、外見は大人びており、オープニングでは車を運転していた。
黒バラ仮面
サロマがネットエージェントとして活動するときの姿。
ウッドマン
声 - 土屋利秀
サロマのナビ。木をモチーフにしており、木を操った攻撃を得意とする。ビヨンダードにも存在。
オープニングではネットエージェントとなる3人の中で唯一登場していない。
黒井みゆき（くろい みゆき）
声 - 横手久美子
骨董品店を営んでいる。占い師でもあり、若い女性が占い目的で店に来ることもある。実は彼女もネットエージェントで、みゆみゆとして活動。寡黙で神出鬼没。
みゆみゆの衣装は単に顔をマスクで隠すのみで服装はみゆきの時と同じ。
ビヨンダードにも存在し、マサ、サロマと共に行動。
みゆみゆ
みゆきがネットエージェントとして活動するときの姿。
スカルマン
声 - 西本理一
みゆきのナビ。骸骨のような姿をしており、自らの腕を投げて攻撃するなど、意表をついた攻撃をする。ビヨンダードにも存在。

### WWW（ワールドスリー）
Dr.ワイリー（ドクター ワイリー）
声 - 長克巳
WWWの首領。WWWやゴスペルを率いて世界に恐怖と混乱を巻き起こそうとしていた。デューオのプローブであるゆりこ、リーガルを幽閉状態にしその力を研究、科学力を発展させWWWを生み出した。
ファラオマンを拘束しようとしたが、アジトが爆破しWWWは解散となり、その後は行方をくらましたが、のちにフォルテやゴスペルを利用し復活する。
以前は平和利用しようと努力した過去がある。『Stream』以降（『AXESS』でワイリー本人は未登場）は浮浪者的隠遁生活を送る一方、クロスフュージョンに必要な空間を生み出す「ディメンショナルジェネレーター」の設計図を科学省に送ったり、デューオの紋章を持つダーク・ミヤビにシャドーマンやシンクロチップを与えたりなど、熱斗たちを陰ながらサポートしている面もある。
ビヨンダードにもワイリーが存在するが、人工知能となって生きながらえており、この世に復活するために、電脳獣と獣化因子を作りばらまいた。最終的に超電脳獣を依代に復活したが、獣化したCFロックマンに倒された。
火野ケンイチ（ひの ケンイチ）
声 - 小西克幸
通称ヒノケン。WWW幹部の一人だったが、WWW壊滅後には熱斗たちの良き協力者となる。Maha一番では出前担当。
熱斗に初回敗れて以降は熱斗をライバル視し、世界旅行中の熱斗を追いかける生活を送る。
ファイアマン
声 - 加藤木賢志
『エグゼ』第1話で初登場のヒノケンのナビ。炎による攻撃を得意とする。ゴスペルのウイルス工場の乗っ取りを計画するが失敗し逃走中にフリーズマンの手でデリートされかけるが、残留データはヒートマンに引き継がれた。『AXESS』7話でヒートマンから再度転生する形で復活した。ヒノケンには「様」を付けるほど従順だが、当初他のナビをオペレーションしたときは荒っぽいナビだったという。
ヒートマン
声 - 二又一成
ヒノケンの二代目ナビ。
『エグゼ』第36話で初登場。元々は名人が対ゴスペル用として開発したナビであったが、潜在能力を100%解放するために安全装置をつけていたがファイアマンの残留データを組み込み安全装置を外し、以降ヒノケンの持ちナビに。『AXESS』にてプラントマンとの戦いで再度デリートされかけたときにデータを引き出して、ファイアマンとして再び復活する。
エレキ伯爵（エレキはくしゃく）
声 - 三宅健太
本名ジャック・エレキテル。『エグゼ』第2話で初登場のWWW幹部の一人。独特の喋り方が特徴的。電気が大好きで、事あるごとにエレキギターをかき鳴らす。
WWW壊滅後は改心して熱斗たちの良き協力者になった。
エレキマン
声 - 鈴木千尋
エレキ伯爵のナビ。電気を使った攻撃を行う。エレキテル家の財産管理を任されている。ロックマンに協力してマグネットマンを倒すために彼と共にデリートされたが、後にバックアップにより復活した。
色綾まどい（いろあや まどい）
声 - 野田順子
化粧が濃い女性でWWWの幹部の紅一点。年齢は自称23歳（『エグゼ』12話より）だが、メイルとやいとからはおばさん呼ばわりされ、ガウスから厚化粧と言われる。
WWW壊滅後は熱斗たちの良き協力者になった。
カラードマン
声 - 上田祐司
まどいのナビ。炎と水を操り、小型の分身を召喚できる。下半身のボールを飛ばして攻撃する際は独特の発声をする。「カラード」は英語で有色の意味。
マハ・ジャラマ
声 - 園部啓一
『エグゼ』9話で初登場のWWWの幹部。ヨガとプログラミングとカレー作りの達人。先祖代々行列のできるカレー屋（マハは27代目）。
N-1グランプリではメイルに悪魔チップを渡すため日暮に変装したことがある。
WWW壊滅後は改心してカレー屋「Maha一番」およびその支店を経営する。まだ信用が無かった時は熱斗から「人は悪いけど味はいい店」と言われた。
マジックマン
声 - 小西克幸
マハ・ジャラマのナビ。特殊な炎「マジックファイヤー」で攻撃する。ウイルスを召喚し操ることもある。技や名乗りを上げるときは普段とは変わった声色になる時がある。
熱斗に敗れて以降、WWWのナビ中では唯一バージョンアップはしていない。
ストーンマン
声 - 石川ひろあき
ワイリーが作った巨大な自律型ナビ。岩や石を使って攻撃する他、コアさえ残っていれば再生できる能力も備わっている。ボンバーマンと共にN-1グランプリにロボットを通じて出場するが、ロックマンのプログラムアドバンスで身体を崩されたところをブルースにコアを切断されて敗北。後にファラオマン捕獲のために量産されるが、量産タイプは色も若干異なりファラオマンに一掃され、指揮官タイプはファラオマン捕獲には成功したものの、ロックマンヒートガッツに倒された。後にアステロイドとして石化能力を得て蘇り、葉月ユイのナビになる。
ボンバーマン
声 - 宇垣秀成
ワイリーが作った自律型ナビ。体に付いている爆弾を使って攻撃する。N-1グランプリにストーンマンと共にロボットを通じて出場するが、準決勝のタッグマッチでブルースに敗北。後にファラオマン捕獲のために量産されるが、量産タイプはストーンマン同様色も異なりファラオマンに一掃され、指揮官タイプはファラオマン捕獲には成功したものの、ロックマンヒートガッツに倒された。後にアステロイドとして蘇る。

### ゴスペル
ゴスペル首領
声 - 日髙のり子
ゴスペルの首領。その正体はゴスペルの真の黒幕だったワイリーの作ったロボット（傀儡）。ワイリーが正体を現し役目を終えた後、頭部を破壊されてうち捨てられた。その後体はフォルテが現実世界で活動するための依代にされた。
風吹アラシ（かぜふき アラシ）
声 - 千葉進歩
ゴスペルのメンバー。自分の勤めていたガス会社が他の企業に買収され、自らがリストラされたことで金持ちを逆恨みして、ゴスペルに参入し悪事を働くようになった。原作では爆弾により殺害されかけた末路だが、本作では事件後逮捕される。
エアーマン
声 - 千葉進歩
風吹のナビ。「ホアー!」という叫び声が特徴。一度はロックマンヒートガッツにデリートされたが、アラシが逮捕後は自立ナビとなって復活した。バグ電脳獣「ゴスペル」によりバグエネルギーに飲み込まれ、倒された後はほかのナビ同様復活したものの、その後エアーマンがどうなったかは描かれていない。
後にアステロイドとして登場し、コード将軍のナビになる。
シャドーマン
声 - 伊藤健太郎
忍者型ナビ。刀や忍術を操って戦い、どんな任務でも着実に遂行する。原作では一人称は「拙者」だが本作では「俺」に変わっている。『エグゼ』ではゴスペルに雇われていたが『AXESS』でネビュラに雇われた際、サーチマンにデリートされた。後に『Stream』でワイリーの手で復活。ダーク・ミヤビのナビとなる（デリート前のオペレーターは不明で独自で依頼を請け負っている）。
カットマン
声 -  芝原チヤコ
ゴスペルの自律型ナビ。頭のハサミで攻撃する。実は六人兄弟の長男で本名はカットマン太郎。任務失敗したクイックマンをデリートしようとしたがロックマンに倒された。後にダークロイドとしても登場。『BEAST』22話ではビヨンダードにも存在し、同じく六人兄弟で一族50人のうち45人はキラーマンに倒され、後に残りの兄弟もロックマンなどに倒された。
カットマンブラザーズ
声 -  芝原チヤコ（二郎）、鶴野恭子（三郎）、小林けい（四郎）、渡辺久美子（五郎）、的井香織（六郎）
カットマンの弟たち。幾度となく復讐を企てた。特徴は二郎は太眉、三郎は前髪がある、四郎は顔が細くてのっぽ、五郎は丸々と太っていて語尾に「ブー」と付ける、六郎は一回り小さく「でちゅ」が口癖で寄り目となっている。
カットマン長老
声 - 糸博
カットマン一族の長老。ハサミのような髭が生えている。
ガウス・マグネッツ
声 - 梅津秀行
ゴスペルの幹部（風吹や速見が1話限りの登場だったこともあり、事実上ゴスペル唯一の人間メンバー）。テンションが高くなると仮面にドレスというコスチュームに変身し、オカマ口調でヒステリックに喋りだす。ワイリーに心酔しており、ワイリーに関連した物品をコレクションしている筋金入りのワイリーマニアでもあり、ゴスペル首領の正体がワイリーと判明した際には歓喜し、忠誠を誓っていた。ネット警察に捕まったが、ネオWWWの策略によって脱獄。エレキ伯爵の兄だが、エレキテル家から養子に出されているため兄弟仲はあまり良くない（46話でWWWメンバーも事実を知る）。
マグネットマン
声 - 河野智之
ガウスのナビ。磁力を操る。ロックマンにデリートされたが、『AXESS』で復活し再度ロックマンに敗北する。『Stream』ではネオWWW設立後、娘のテスラのナビに。
通常のN極と青いS極に分離ができ、球状になった体当たり「NSタックル」が得意。
速見ダイスケ（はやみ ダイスケ）
声 - 岡野浩介
森を愛する青年で自然保護官として活躍している。サロマの幼馴染。ゴスペルに参入し、目的であったネット犯罪を通しての理不尽な自然開発への警告を達成、最終的に逮捕された。
クイックマン
声 - 茂木優
ダイスケのナビ。俊敏な動きで敵を翻弄する。アニメでは両腕に露出しているブーメランを利用した接近戦がメインになっている。原作では完全な悪役だが、本作ではダイスケと同時に改心して自ら起爆プログラムを停止させた。また、最後までデリートはされなかった。

フリーズマン
声 - 田中総一郎
ゴスペル最高司令官の自律型ナビ。氷を操る。ファイアマンをデリートするが、その復讐に燃えるヒートマンと二度に渡って戦う。二度目には首領がワイリーに破壊されたため指示が届かなくなり、錯乱したところを致命傷を負わされ、逃げ帰った直後にシャドーマンにデリートされた。

### その他の登場人物
氷川清次（ひかわ せいじ）
声 - 鈴木琢磨
氷川透の父親。水道局職員。
緑川ケロ（みどりかわ ケロ）
声 - 中川亜紀子
デンサンニュースネットワーク（DNN）のニュースキャスター。N1グランプリなどで司会および試合の実況も務める。
トードマン
声 - 中川亜紀子
ケロのナビ。名前の通りカエルの姿をしている。
ブレイクマン
声 - 松林大樹
N1グランプリ出場者。アイスマンと対戦し敗退し、その後敗者復活戦にてホエールマンと組み、ブルース、シャイニングマンと対戦するも敗退した。
ホエールマン
声 - 三宅健太
鯨型のナビ。オペレーター不明。N1グランプリ出場者だが、ビーフ司令とシャークマンに敗北。敗者復活戦にてブレイクマンと組み、ブルース、シャイニングマンと対戦するも敗退した。『AXESS』41話にも登場。本来は水族館の管理ナビらしい。ビヨンダードにも存在し、スラッシュマンに受けた傷痕が残っている。
シャイニングマン
声 - 下山吉光
N1グランプリ出場者、ブルースと組みホエールマン、ブレイクマンと対戦するも、ブルースの攻撃の巻き添えを受け敗退。本来は灯台の管理ナビらしい。声優は『エグゼ』の時点では「?」とされていたが、『AXESS』41話で再登場した際に声優名が表記された。
ファラオマン
声 - 藤原啓治
『エグゼ』22話から25話まで登場。科学省がかつてネットワークを管理するために、"究極プログラム"を組み込んで熱斗の祖父、光正により作られた王のナビ。しかし「全知全能の神」、「森羅万象の万物の王」と自称するなど、頭脳に欠陥があったため、20年間封印されていた。『エグゼ』22話でN1グランプリの強者（ロックマンとブルース）の激突により覚醒、ロックマンをデリートした上、科学省の電脳を占拠し、全ネットワークの支配を目論むが、『エグゼ』25話で復活したロックマンとブルースに致命傷を負わされ、最後はWWWを道連れに自爆。ワイリー自身は光正の制作したものとは知らずにいた。ゾアノロイド版も存在し獣化した。
ラッシュ
声 - 木村亜希子
光博士が作った電脳犬。『エグゼ』24話にてメイルに与えられて以降は桜井家に住んでいる。電脳空間に穴を開け、そこからウイルスを召喚して戦わせることができる。『エグゼ』41話にて現実世界と電脳世界を自由に行き来できる能力を得る。『Stream』ではその能力を利用した特殊なシンクロチップに変身する力を名人から与えられ、メイルのクロスフュージョンをサポートするようになる。
AKI（あき）
声 - 野川さくら
少女の姿をしたバーチャルアイドル。
ラウル
声 - 飛田展男
アメロッパ・ヘブンズシティのダウンタウンを取りまとめている人物。アメロッパを訪れた熱斗と出会い、以来緊急時には助っ人として参戦。『AXESS』以降は炎山と度々コンビを組むことがあり、潜入捜査時には炎山と共に奇抜なアフロ姿に変装する。ちょんまげのかつらが大好き。
サンダーマン
声 - 中村大樹
ラウルのナビ。雷を操る。ラウルの変装時にはそれに合わせ、謎の覆面ナビ「マスクドサンダー」に変装する。
ダリル市長
声 - 家弓家正
アメロッパ・ヘブンズシティの市長。裏であくどい手段を用い、ダウンタウンの人々を迫害していたが、熱斗とラウル、そして炎山の活躍でその悪事を暴かれる。
ミリオネア
声 - 夏樹リオ
アメロッパの大富豪。気に入った他人のナビを自分のものにしていた。ビヨンダードにも存在していたが、こちらは故郷の村のために全財産を投げ打った好人物であった。
スネークマン
声 - 中尾隆聖
ミリオネアのナビ。名前の通り蛇型。『BEAST』にてゾアノロイド版も登場。
テスラ(エレキママ)
声 - 野沢雅子
エレキ伯爵とガウス・マグネッツの母。すでに故人だが、エレキ伯爵の夢の中で現れロックマンと熱斗に復讐するように命じた。
フォルテ
声 - 根本圭子
32話で初登場。強さだけを求める自律型ナビ。ファラオマンから流出した"究極プログラム"が、ネットワーク上でナビとなったもの。『Stream』第2話ではスラーにより裏電脳世界に落とされるが、力を蓄え脱出。『Stream』最終話ではスラーに借りを返した後、どこかへ去る。劇場版ではロックマンの究極プログラムを使いフォルテクロスロックマンになる。
変な親父
声 - 坂口候一
謎の中華風の男性。クッチャイナタウンでメイルたちと出会ったラーメン屋の店主で、評判がかなり悪く屋台の暖簾に「最悪麺」と書かれてある。熱斗が遅刻したせいで「宇宙肉まん」を買い損ねたメイル、デカオ、やいと、透を客引きし、自分の作ったラーメンを無理やり食べさせ激怒させていた。
『AXESS』15話ではジャワイで骨董品店を営んでおり、かつて熱斗の祖父である光正が開発した「ネットレッカー」をデカオに売り付けたが、ガッツマンが暴走し始めたために熱斗たちに非難される。事件後は店を閉店して、ジャワイからどこかへ去っていった。『BEAST+』19話にも登場している。
プリンセス・プライド
声 - 川上とも子
『エグゼ』39話で初登場したクリームランドの王女。ホイップという偽名を使い、お忍びで日本へやってきて、熱斗と知り合う、それ以来良き友人に。『Stream』ではデューオの紋章を持つ、13人のクロスフュージョンメンバーの一人となる。ゲームとは違いゴスペルに加担していない。
ナイトマン
声 - 堀川仁
プライドのナビ。彼女の護衛を務めている。右腕に付いた巨大な鉄球を振り回して戦う。
荒駒虎吉（あらごま とらきち）
声 - 小野坂昌也
アキンドシティ在住の、将棋やチェスが得意な少年。父親はプロの将棋棋士。熱斗と電脳チェスで勝負した。
キングマン
声 - 酒井敬幸
虎吉のナビ。チェスのコマを操って攻撃する。『ロックマンエグゼ3』に登場するネットナビの中では、最も早くアニメに登場している。
星田球太（ほした きゅうた）
声 - 鶴野恭子
リーグマンのオペレーター。父の仕事で転校を繰り返していたため、学校になじめずにいた。
リーグマン
声 - 三宅健太
球太のナビ。野球選手のような姿をしている。
星田球馬（ほした きゅうま）
声 - 中田和宏
球太の父でプロ野球選手。
ナパームマン
声 - 坂口候一
『エグゼ』44話ではクリームランドの監視役ナビ（実は軍事大国ダークランドの最強戦闘ナビ）として登場し、ナイトマンを洗脳しクリームランドを襲撃させようとした黒幕である。ロックマンエレキブラザーに倒された。
『Stream』でアステロイドとして蘇り、犯罪者に手を貸すが、後に更生のため花火職人の六尺玉燃次の持ちナビとなり、アステロイドでありながら燃次とクロスフュージョンできるほどに硬い絆で結ばれる。ただ、当の燃次からは「燃次郎」とばかり呼ばれ、その度に燃次と喧嘩になっている。
プラネットマン
声 - 不明
別の宇宙から飛来した謎のナビ（いわば地球外ナビ）。漂着した月面基地を拠点にし、ビーフ司令を危機に陥れようとした。
『Stream』2話では、デューオ対策についてこの事件を例示している。
鬼龍院桜子（きりゅういん さくらこ）
声 - 笹本優子
綾小路家のメイドとして雇われている少女。間が抜けた所があり、やいとからよく叱られている。綾小路家に仕える大勢のメイドの中で唯一名前が判明しており、やいとも彼女だけはフルネームで呼んでいる。以降のシリーズにも登場している。
大山チサオ（おおやま チサオ）
声 - 鶴野恭子
デカオの弟で『エグゼ』54話で初登場。PETは持たない。熟練の技が必要とされるプログラムアドバンスをいとも簡単に操るなど、慕っている兄よりもオペレートの才能がある。『AXESS』や『Stream』ではよく熱斗、メイル、ラッシュと行動を共にする。
サブロー
声 - 土屋利秀
讃岐うどん専門店「へらこい亭」の店主。隣のカレー屋「Maha一番」とは、騙したチサオにカッツマンをオペレートさせて襲撃させるほど険悪な関係だったが、後に和解した。
サヌキマン
声 - 永野広一
サブローのナビ。他のナビの姿に化ける能力を持つ。
ドリルマン
声 - 加藤木賢志
『エグゼ』55話であるプログラムを盗むため、炎山たちの前に現れたナビ。オペレーター不明。全身をドリルに変形しての突進攻撃を行う。ブルースにデリートされるが、後にアステロイドとして蘇る。

## ロックマンに発現した能力

### スタイルチェンジ（25話以降）
ヒートガッツ
火属性。攻撃力を高めたスタイル。火炎放射（ヒートバーナー）を放てる。
ウッドシールド
木属性。防御に特化したスタイル。木属性の竜巻攻撃であるコガラシを撃てるようになる。
エレキブラザー
電気属性。ラビリングを撃つことができる。PET同士を接続することで、他のナビの能力を「エクステンションチップ」として取り込むことができる。作中ではアイスマン、グライド（飛行能力）、ウッドマン、ロール、カラードマン、ナイトマン（鉄球）の能力を取り込んだ。
アクアカスタム
水属性。本編中では、上記3つのスタイルと違い、エキストラコードを入力することで自動的に発動する。バトルチップの力を最大限に発揮できるが、エキストラコードの副作用によって、実質ロックマンへの負担が最も大きいスタイルである。ただし、最終回は今までと違ってエキストラコードを入力することなく、水属性のチップを連続使用の後発動するため、ロックマンに負担をかかってない。
バグスタイル
『エグゼ』51話のゴスペル戦で開眼したスタイル。ネット世界のすべてを吸収し、再構築するほどの能力を持つが、全身がバグ化した状態なので、暴走の危険もある。ロックマンの究極プログラムと、フォルテの接触により体内に入り込んだバグが過剰反応することで発現。
暴走したが、熱斗の呼びかけで元に戻った。

### ソウルユニゾン
『AXESS』第4話で発現した能力。ロックマンが他のナビと共鳴することによって、その力を取り込んで変身する。変身すると共鳴したナビを模した姿になる。作中に出てきたソウルは以下の通り。
- ガッツソウル
- ファイアソウル
- アクアソウル
- ナンバーソウル
- ロールソウル（最初にソウルユニゾンした）
- ウインドソウル
- メタルソウル
- ウッドソウル
- サンダーソウル
- サーチソウル
- ジャンクソウル
- ブルースソウル
- ジャイロソウル（『Stream』時に発現）
- フォルテクロスロックマン（劇場版時に発現）

※マグネット、ナイト、シャドー、ナパーム、トマホーク、メディ、トード、カーネルの各ソウルは未登場。各ソウルの解説はロックマンエグゼ4、ロックマンエグゼ5を参照。

### 獣化
『BEAST』時に発現した能力。ロックマンがグレイガのような獣、もしくはファルザーのような怪鳥型に変身し、驚異的な戦闘能力を得る。最初は暴走していたがアイリスの能力で意識を保った。トリルの力で変身する。『BEAST+』では熱斗の父親である祐一郎によって2枚のチップにそれぞれデータが入力され、それをPETにスロットインすることで変身するようになった。
グレイガビースト
移動速度に優れる。敵との間合いを一瞬で詰め、鋭い爪で攻撃する。電脳獣を一撃でねじ伏せるほどの力を持つ。また、口から火を吹くこともできる。
ファルザービースト
空中を自在に飛び回り、その飛行速度の速さによって生じる衝撃波であらゆるものを薙ぎ倒す。

### クロスビースト
『BEAST+』から登場した能力。相手のペットからタッチペンでデータを引き出し、グレイガもしくはファルザーのチップをスロットイン。獣化によりクロスしたナビ（ゲームではクロスシステムとして登場するがアニメ内では厳密な設定はされていない）の能力をさらに引き出すことができるが、クロスしたナビの性格が反映してしまう（例：アクアビーストなら語尾に「ぴゅ」がつく、トマホークビーストなら熱斗を呼び捨てにする、など）。

## スタッフ
- 原案 - カプコン
- スーパーバイザー - 稲船敬二、佐上靖之
- 企画協力 - 小学館キャラクター事業センター
- 原案協力 - 黒澤真、西巻篤秀
- 監督 - 加戸誉夫
- シリーズ構成 - 荒木憲一
- キャラクターデザイン - 石原満
- プロップデザイン - 渡辺浩二
- 美術監督 - 高山八大
- 色彩設計 - 伴夏代
- 撮影監督 - 広瀬勝利
- 3DCG制作 - 小学館ミュージック&デジタル エンタテイメント
- 編集 - 辺見俊夫
- 音響監督 - 明田川仁
- 音楽 - 堀井勝美
- 音楽プロデューサー - 長澤隆之
- アニメーションプロデューサー - 山本俊一、丸川直子
- プロデューサー - 小林教子（テレビ東京）、中沢利洋
- アニメーション制作 - XEBEC
- 製作 - テレビ東京、NAS、小学館プロダクション

## 主題歌
2007年3月に、アニメの主題歌を集めた「ロックマンエグゼシリーズ ボーカル・アルバム」がソニー・ミュージックエンタテインメントより発売された。
オープニングテーマ「ロックマンのテーマ〜風を突き抜けて〜」
作詞 - 青山紳一郎 / 作曲 - 辻陽 / 編曲 - 近藤昭雄 / 歌 - 橋本仁
33話以降一部のアニメーションが変更されている。
前期エンディングテーマ「Piece of Peace」（2002年3月 - 2002年8月）
作詞 - 海老根祐子 / 作曲 - 和田耕平 / 編曲 - 安藤高弘 / 歌 - mica
後期エンディングテーマ「begin the TRY」（2002年9月 - 2003年3月）
作詞 - 木本慶子 / 作曲・編曲 - 堀隆 / 歌 - 森久保祥太郎

## 各話リスト
| 話数 | サブタイトル                       | 脚本           | 絵コンテ     | 演出     | 作画監督            | 放送日        |
| ---- | ---------------------------------- | -------------- | ------------ | -------- | ------------------- | ------------- |
| 1    | プラグイン! ロックマン!            | 荒木憲一       | 加戸誉夫     | 阿部雅司 | 坂崎忠              | 2002年 3月4日 |
| 2    | 地下鉄大暴走!                      | 荒木憲一       | 土蛇我現     | 日下直義 | 池上太郎            | 3月11日       |
| 3    | シグナルパニック!                  | あみやまさはる | 加戸誉夫     | 境橋渡   | 矢野裕一郎          | 3月18日       |
| 4    | 三つ数えろ!                        | 長谷川圭一     | 藤本義孝     | 岡田宇啓 | 小林勝利            | 3月25日       |
| 5    | 暴走魚の挑戦!                      | 関島眞頼       | 藤本義孝     | 藤本義孝 | 桜井木ノ実          | 4月1日        |
| 6    | 零下の熱闘!                        | 荒木憲一       | 土蛇我現     | 日下直義 | 池上太郎            | 4月8日        |
| 7    | 真夜中の決闘!                      | 長谷川圭一     | 菊池一仁     | 牛草健   | 矢野裕一郎 石川健朝 | 4月15日       |
| 8    | リベンジ ファイアマン!             | あみやまさはる | 阿部雅司     | 阿部雅司 | 石原満              | 4月22日       |
| 9    | 恐怖のヨガ戦士!                    | 関島眞頼       | 宮原修二     | 岡田宇啓 | 足立慎吾            | 4月29日       |
| 10   | N1グランプリ!                      | 荒木憲一       | 土蛇我現     | 日下直義 | 池上太郎            | 5月6日        |
| 11   | 見えざる敵!                        | 長谷川圭一     | 藤本義孝     | 藤本義孝 | 桜井木ノ実          | 5月13日       |
| 12   | 激突! ピンクの火花!                | 関島眞頼       | 菊池一仁     | 木村寛   | 矢野裕一郎 村上勉   | 5月20日       |
| 13   | 灼熱のネットバトル!                | 荒木憲一       | 大槻敦史     | 大槻敦史 | 津熊健徳 石原満     | 5月27日       |
| 14   | ストリートファイト!                | 長谷川圭一     | 土蛇我現     | 日下直義 | 池上太郎            | 6月3日        |
| 15   | 特訓! プログラムアドバンス!        | 山田健一       | 村山靖       | 筑紫大介 | 山本郷              | 6月10日       |
| 16   | 驚異のネットナビ!                  | 荒木憲一       | 藤本義孝     | 藤本義孝 | 足立慎吾            | 6月24日       |
| 17   | ビーフ司令の正体!                  | 関島眞頼       | 阿部雅司     | 阿部雅司 | 石川健朝            | 6月30日       |
| 18   | 暗躍! ワールドスリー!              | 山田健一       | どじゃがげん | 日下直義 | 池上太郎            | 7月8日        |
| 19   | 戦慄! 悪魔チップ!                  | 長谷川圭一     | 高田淳       | 境橋渡   | 矢野裕一郎          | 7月15日       |
| 20   | やいとちゃん危機一髪!              | 荒木憲一       | 大槻敦史     | 大槻敦史 | 津熊健徳            | 7月22日       |
| 21   | 最強タッグBR旋風!                  | 荒木憲一       | 加戸誉夫     | 筑紫大介 | 山本郷              | 7月29日       |
| 22   | ファイナルバトルのはてに           | 関島眞頼       | どじゃがげん | 日下直義 | 池上太郎            | 8月5日        |
| 23   | 破滅の王ファラオマン!              | 長谷川圭一     | 藤本義孝     | 藤本義孝 | 足立慎吾            | 8月12日       |
| 24   | ロックマン復活作戦!                | 山田健一       | 高田淳       | 木村寛   | 矢野裕一郎 増谷三郎 | 8月19日       |
| 25   | 甦れ! ロックマン!                  | 荒木憲一       | 阿部雅司     | 阿部雅司 | 加藤初重 石原満     | 8月26日       |
| 26   | 怪奇! 幽霊船の謎!                  | 山田健一       | どじゃがげん | 日下直義 | 池上太郎            | 9月2日        |
| 27   | アイドルになります!                | 荒川稔久       | 筑紫大介     | 筑紫大介 | 山本郷              | 9月9日        |
| 28   | 盗まれたロックマン!                | 長谷川圭一     | どじゃがげん | 日下直義 | 池上太郎            | 9月16日       |
| 29   | 毒ヘビマダムの罠!                  | 丸川直子       | 藤本義孝     | 藤本義孝 | 津熊健徳            | 9月23日       |
| 30   | エレキママの電撃作戦!              | 荒木憲一       | 寺東克己     | 木村寛   | 増谷三郎 矢野裕一郎 | 9月30日       |
| 31   | 華麗なるカレーバトル!              | 関島眞頼       | どじゃがげん | 日下直義 | 池上太郎            | 10月7日       |
| 32   | ネットシティ                       | 加戸誉夫       | 阿部雅司     | 阿部雅司 | 足立慎吾 高見明男   | 10月14日      |
| 33   | ウイルス工場をぶっ潰せ!            | 荒木憲一       | 筑紫大介     | 筑紫大介 | 高橋晃              | 10月21日      |
| 34   | 電子マネー大混乱!                  | 山田健一       | どじゃがげん | 日下直義 | 池上太郎            | 10月28日      |
| 35   | ダム決壊0秒前!                     | 長谷川圭一     | 藤本義孝     | 大槻敦史 | 石原満              | 11月4日       |
| 36   | デンサンシティ南極化計画!          | 丸川直子       | 村山靖       | 筑紫大介 | 山本郷              | 11月11日      |
| 37   | 紅い閃光!                          | 荒木憲一       | 加戸誉夫     | 片貝慎   | 津熊健徳            | 11月18日      |
| 38   | ヘンに強いぞ!カットマンブラザーズ! | 関島眞頼       | どじゃがげん | 日下直義 | 池上太郎            | 11月25日      |
| 39   | ぷりぷりプリンセス!                | 山田健一       | 菊池一仁     | 筑紫大介 | 高橋晃              | 12月2日       |
| 40   | ばとったるねん!                    | 長谷川圭一     | どじゃがげん | 日下直義 | 池上太郎            | 12月9日       |
| 41   | 名犬ラッシュ!                      | 山田健一       | 阿部雅司     | 大槻敦史 | 足立慎吾            | 12月16日      |
| 42   | 転職先はゴスペル!                  | 関島眞頼       | どじゃがげん | 日下直義 | 池上太郎            | 12月23日      |
| 43   | 僕を野球に連れてって!              | 加戸誉夫       | 村山靖       | 阿部雅司 | 津熊健徳            | 12月30日      |
| 44   | 裏切りのナイトマン!                | 山田健一       | 阿部雅司     | 大槻敦史 | 高見明男            | 2003年 1月6日 |
| 45   | あの月へ行け!                      | 丸川直子       | どじゃがげん | 日下直義 | 池上太郎            | 1月13日       |
| 46   | ワイリー博士の遺産!                | 荒木憲一       | 筑紫大介     | 筑紫大介 | 高橋晃              | 1月20日       |
| 47   | ネットモービルグランプリ!          | 関島眞頼       | どじゃがげん | 日下直義 | 池上太郎            | 1月27日       |
| 48   | 電脳の魔物!                        | 山田健一       | 木村寛       | 木村寛   | 矢野裕一郎          | 2月3日        |
| 49   | ゴスペル                           | 荒木憲一       | 村山靖       | 大槻敦史 | 津熊健徳            | 2月10日       |
| 50   | フォルテ                           | 荒木憲一       | どじゃがげん | 日下直義 | 池上太郎            | 2月17日       |
| 51   | 崩壊の刻!                          | 荒木憲一       | 加戸誉夫     | 阿部雅司 | 石原満              | 2月24日       |
| 52   | 綾小路家の秘密!                    | 山田健一       | どじゃがげん | 日下直義 | 池上太郎            | 3月3日        |
| 53   | ビーフ司令VS熱斗くん!              | 長谷川圭一     | 筑紫大介     | 筑紫大介 | 加藤初重            | 3月10日       |
| 54   | チサオが町にやってきた!            | 関島眞頼       | どじゃがげん | 日下直義 | 池上太郎            | 3月17日       |
| 55   | ブルースの長い一日                 | 丸川直子       | 片貝慎       | 片貝慎   | 津熊健徳            | 3月24日       |
| 56   | ウイルスバスターズ!                | 荒木憲一       | 阿部雅司     | 阿部雅司 | 石原満              | 3月31日       |

## 放送局
第1シリーズから第4シリーズ（「BEAST」）までのネット局を記載。特筆の無い場合は全作放送。
| 放送対象地域   | 放送局               | 系列           | ネット形態 | 備考                                              |
| -------------- | -------------------- | -------------- | ---------- | ------------------------------------------------- |
| 関東広域圏     | テレビ東京（製作局） | テレビ東京系列 | 同時ネット |                                                   |
| 北海道         | テレビ北海道         | テレビ東京系列 | 同時ネット |                                                   |
| 愛知県         | テレビ愛知           | テレビ東京系列 | 同時ネット |                                                   |
| 大阪府         | テレビ大阪           | テレビ東京系列 | 同時ネット |                                                   |
| 岡山県・香川県 | テレビせとうち       | テレビ東京系列 | 同時ネット |                                                   |
| 福岡県         | TVQ九州放送          | テレビ東京系列 | 同時ネット |                                                   |
| 青森県         | 青森朝日放送         | テレビ朝日系列 | 遅れネット |                                                   |
| 岩手県         | 岩手めんこいテレビ   | フジテレビ系列 | 遅れネット |                                                   |
| 宮城県         | 東日本放送           | テレビ朝日系列 | 遅れネット |                                                   |
| 秋田県         | 秋田テレビ           | フジテレビ系列 | 遅れネット |                                                   |
| 山形県         | テレビユー山形       | TBS系列        | 遅れネット |                                                   |
| 福島県         | 福島テレビ           | フジテレビ系列 | 遅れネット | 第2シリーズは未放送                               |
| 長野県         | 長野放送             | フジテレビ系列 | 遅れネット | 第3シリーズまで放送                               |
| 山梨県         | 山梨放送             | 日本テレビ系列 | 遅れネット | 第1シリーズのみ放送                               |
| 山梨県         | テレビ山梨           | TBS系列        | 遅れネット | 第2・3シリーズ（2005年3月で途中打ち切り）のみ放送 |
| 富山県         | チューリップテレビ   | TBS系列        | 遅れネット | 第1シリーズのみ放送                               |
| 石川県         | 北陸放送             | TBS系列        | 遅れネット | 第3シリーズまで放送                               |
| 静岡県         | 静岡朝日テレビ       | テレビ朝日系列 | 遅れネット | 第1シリーズのみ放送                               |
| 広島県         | 広島ホームテレビ     | テレビ朝日系列 | 遅れネット | 第2・3シリーズは未放送                            |
| 山口県         | テレビ山口           | TBS系列        | 遅れネット | 第1シリーズのみ放送                               |
| 愛媛県         | 南海放送             | 日本テレビ系列 | 遅れネット | 第1シリーズのみ放送                               |
| 高知県         | テレビ高知           | TBS系列        | 遅れネット | 第1シリーズのみ放送                               |
| 長崎県         | テレビ長崎           | フジテレビ系列 | 遅れネット | 第1シリーズのみ放送                               |
| 長崎県         | 長崎国際テレビ       | 日本テレビ系列 | 遅れネット | 第2シリーズから放送                               |
| 熊本県         | 熊本朝日放送         | テレビ朝日系列 | 遅れネット | 第1シリーズのみ放送                               |
| 大分県         | 大分朝日放送         | テレビ朝日系列 | 遅れネット |                                                   |
| 鹿児島県       | 鹿児島テレビ         | フジテレビ系列 | 遅れネット | 第1シリーズは未放送                               |
| 沖縄県         | 沖縄テレビ           | フジテレビ系列 | 遅れネット | 第1シリーズのみ放送                               |

## 劇場版
- ロックマンエグゼ 光と闇の遺産

## 漫画版
鷹岬諒によって『月刊コロコロコミック』で2001年2月号から連載開始。2006年9月号で連載を終了した。ストーリーはアニメと異なる。
また、けいじま潤原作、あさだみほ作画による『バトルストーリー ロックマンエグゼ』も小学館の学年誌に連載されていた。

## 関連商品

### CD
| 発売日        | タイトル                                    | アーティスト   | レーベル / 発売元                                 | タイアップ                                               |
| ------------- | ------------------------------------------- | -------------- | ------------------------------------------------- | -------------------------------------------------------- |
| 2002年6月5日  | ロックマンのテーマ 〜風を突き抜けて〜       | 橋本仁         | avex mode                                         | テレビアニメ『ロックマンエグゼ』オープニングテーマ       |
| 2002年10月2日 | begin the TRY                               | 森久保祥太郎   | avex mode                                         | テレビアニメ『ロックマンエグゼ』エンディングテーマ       |
| 2004年11月3日 | Doobee Doowop Communication                 | babamania      | インペリアルレコード / テイチクエンタテインメント | テレビアニメ『ロックマンエグゼStream』エンディングテーマ |
| 2005年1月31日 | Be Somewhere                                | Buzy           | インペリアルレコード / テイチクエンタテインメント | テレビアニメ『ロックマンエグゼStream』オープニングテーマ |
| 2006年2月1日  | あしあと/結晶                               | Clair          | avex trax                                         | テレビアニメ『ロックマンエグゼBEAST』エンディングテーマ  |
| 2006年9月27日 | 勝利のうた                                  | ダンデライオン | コロムビアミュージックエンタテインメント          | テレビアニメ『ロックマンエグゼBEAST』オープニングテーマ  |
| 2002年8月28日 | ロックマンエグゼ サウンドナビゲーション 01  | 橋本仁、MIKA   | avex mode                                         | テレビアニメ『ロックマンエグゼ』サウンドトラック         |
| 2007年3月28日 | ロックマンエグゼシリーズ ボーカル・アルバム | 橋本仁ほか     | セルピュータ                                      | テレビアニメ『ロックマンエグゼシリーズ』ボーカルアルバム |

### DVD
販売元：avex mode
- ファーストエリア
  - 「ロックマンエグゼ ファーストエリア 01」 2002年7月14日発売
  - 「ロックマンエグゼ ファーストエリア 02」 2002年8月28日発売
  - 「ロックマンエグゼ ファーストエリア 03」 2002年9月26日発売
  - 「ロックマンエグゼ ファーストエリア 04」 2002年10月23日発売
  - 「ロックマンエグゼ ファーストエリア 05」 2002年11月27日発売
  - 「ロックマンエグゼ ファーストエリア 06」 2002年12月26日発売
  - 「ロックマンエグゼ ファーストエリア 07」 2003年1月29日発売
  - 「ロックマンエグゼ ファーストエリア 08」 2003年2月26日発売
  - 「ロックマンエグゼ ファーストエリア 09」 2003年3月26日発売
- セカンドエリア
  - 「ロックマンエグゼ セカンドエリア 01」 2003年4月23日発売
  - 「ロックマンエグゼ セカンドエリア 02」 2003年5月28日発売
  - 「ロックマンエグゼ セカンドエリア 03」 2003年6月25日発売
  - 「ロックマンエグゼ セカンドエリア 04」 2003年6月25日発売
  - 「ロックマンエグゼ セカンドエリア 05」 2003年7月30日発売
  - 「ロックマンエグゼ セカンドエリア 06」 2003年7月30日発売
  - 「ロックマンエグゼ セカンドエリア 07」 2003年8月27日発売
  - 「ロックマンエグゼ セカンドエリア 08」 2003年8月27日発売
  - 「ロックマンエグゼ セカンドエリア 09」 2003年9月25日発売
  - 「ロックマンエグゼ セカンドエリア 10」 2003年9月25日発売